# Palmiste rouge
Acanthophoenix rubra
Espèce
Statut de conservation UICN

 CR B1+2c : 
En danger critique
Le Palmiste rouge (Acanthophoenix rubra) est une espèce de plantes à fleurs de la famille des Arécacées. C'est un palmier à grandes feuilles pennées et épineuses, endémique des îles Mascareignes. Il partage le genre Acanthophoenix avec seulement deux autres espèces endémiques de La Réunion : le Palmiste noir (A. crinita) et le Palmiste de Roussel (A. rousselii).
Le cœur du bourgeon terminal, ou chou palmiste, est très apprécié en gastronomie pour son goût délicat.

## Description

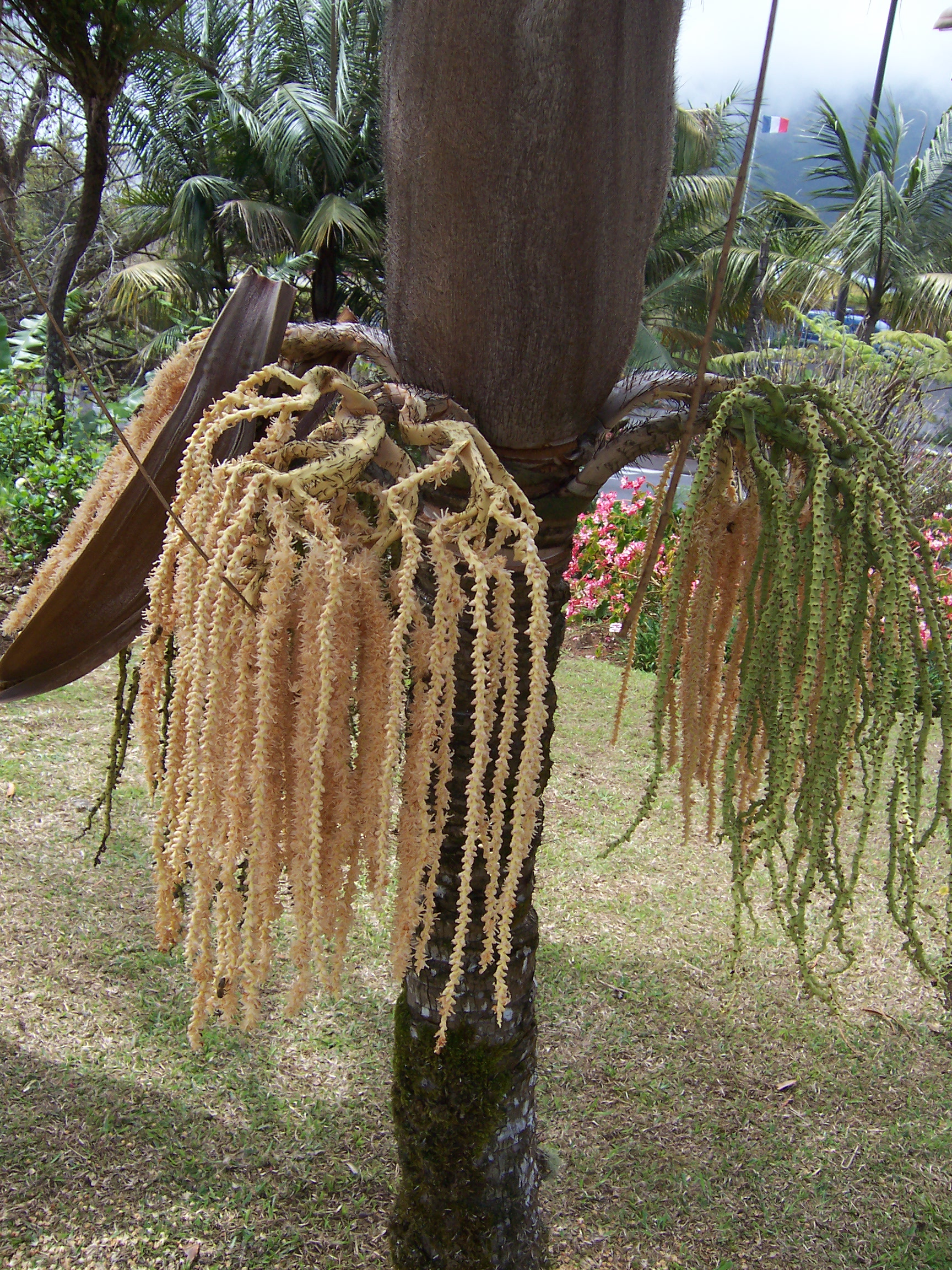
Inflorescence mâle à gauche (la couleur jaune est celle du pollen des fleurs) et femelle à droite (la couleur verte est celle des futures graines qui se développeront).

Ce palmier peut atteindre vingt-cinq mètres de hauteur. Le tronc unique est assez fin (jusqu'à 20 cm de diamètre) et parfois évasé à sa base, en pied d'éléphant.
Les feuilles sont grandes (longues de 2 à 3 m), et dans certaines localités elles présentent un port en drapeau caractéristique (les pennes sont retombantes de chaque côté de l'axe de la palme, le rachis). La base des feuilles au niveau de la gaine est garnie de grandes épines noires de 5 à 10 cm de longueur ; le limbe porte aussi des épines, plus petites et plus espacées. Les jeunes individus sont très épineux alors que les sujets développés le sont beaucoup moins. Ce sont aussi les jeunes plants qui manifestent au niveau de la base des rachis la coloration nettement rouge d'où la plante tire son nom vernaculaire. La gaine foliaire chez les individus adultes conserve une teinte gris-brun plus ou moins rougeâtre, mais ne suffisant pas toujours à marquer la différence avec d'autres espèces de palmiers.
Les grappes florales (en panicules) se forment dans un étui lui-même à l'abri derrière la gaine foliaire d'une palme ; les inflorescences ne sont ainsi libérées et ne s'épanouissent que lorsque la palme tombe. Les arbres sont monoïques et une inflorescence ne porte des fleurs que d'un même sexe. Les fleurs mâles sont odorantes et très attirantes pour les abeilles. Les fruits sont des petites dattes violacées pulpeuses de 1 à 2 cm de longueur consommées par les oiseaux, qui assurent la dispersion des graines.

## Distribution
C'est une espèce des forêts humides de La Réunion et de Maurice, à large amplitude écologique que l'on peut rencontrer de 100 à 1 500 m d'altitude. Elle a été récemment découverte à l'île Rodrigues. Elle était apparemment commune avant la colonisation humaine des Mascareignes, mais elle a presque entièrement disparu des paysages forestiers après avoir été exploitée à outrance pour son chou palmiste comestible. Elle ne subsiste plus que dans les zones escarpées et difficiles d'accès, ou parfois à l'état juvénile en sous-bois grâce à la dispersion des graines par les oiseaux. Le palmiste rouge est cependant aujourd'hui largement cultivé à La Réunion dans les jardins familiaux ou dans de petites exploitations agricoles, principalement sur les communes de Sainte-Rose et de Saint-Philippe.
Plusieurs localités de La Réunion lui doivent leur nom, notamment Palmiste Rouge, un des ilets de la commune de Cilaos.
En raison des différences d'habitat, entre le climat chaud des zones côtières et le climat frais des Hauts, en raison de variations morphologiques plus ou moins marquées, certains auteurs ont considéré qu'il existait plusieurs espèces et ont distingué un palmiste des Hauts  en tant que Acanthophoenix crinita (Bory) H.Wendl., parfois appelé palmiste noir. Plus récemment, les associations locales de protection des plantes ont décrit ce qui pourrait constituer une troisième espèce, le palmiste de Roussel (Acanthophoenix rousselii N.Ludw.) , subsistant à quelques exemplaires au Tampon. Les instances botaniques n'ont longtemps accepté officiellement qu'une seule espèce : Acanthophoenix rubra. Mais de nouvelles recherches génétiques ont été entreprises qui tendent à prouver qu'il existe bien trois espèces différentes.

## Culture
La récolte systématique dans la nature du chou de tous les palmistes rouges accessibles ayant provoqué la grande raréfaction de l'espèce (la coupe du bourgeon terminal unique entraîne la mort du palmier alors que celui-ci est âgé de plusieurs années à plusieurs dizaines d'années), les populations et les institutions s'intéressent alors à la mise en culture de l'espèce.
Les premières tentatives sont forestières, elles visent à imiter la nature : on replante de jeunes palmistes en sous-bois et on laisse le temps faire son œuvre. La technique est peu coûteuse mais peu productive, car à l'ombre le développement est ralenti.
Parallèlement, le service des Eaux et Forêts dans les années 1950 entreprend à l'entrée de la forêt de Bébour un véritable projet de plantation de production. Mais le choix de cette localisation n'est pas le plus pertinent. Avec l'altitude et la fraîcheur qui en découle, la croissance est lente et faute d'une surveillance constante, les vols à répétition ne permettent pas non plus de maintenir la plantation.
Pour contrer ce braconnage, le législateur français met bien en place des mesures spécifiques de contrôle de la culture et de l’exploitation des choux-palmistes (qui figurent notamment aujourd'hui à l'article L363-15 du Code forestier : « La coupe ou l'enlèvement de choux palmistes non autorisé par l’autorité administrative sont punis d’une amende de 3 750 euros sans préjudice de tous dommages-intérêts et de l’application des dispositions des articles L. 351-1 et L. 351-3. En outre, une peine d’emprisonnement de deux ans peut être prononcée ». L’Office national des forêts (ONF) est chargé de contrôler et d’autoriser les exploitations et de marquer d'un poinçon les choux légalement coupés qui sortent de ces exploitations. Mais ce dispositif ne suffit pas à permettre le retour du palmiste rouge dans son milieu naturel.
Le développement de la culture du palmiste rouge prend en fait exemple des plantations de cour, de ces quelques palmistes installés autour des maisons, capables de se développer rapidement en pleine lumière et de fournir pour les fêtes familiales la précieuse denrée comestible. Des plantations agricoles en plein prennent leur essor à la toute fin du XXe siècle dans le sud-est de l'île de La Réunion, en climat chaud de basse altitude, à des densités de l'ordre de 6 000 palmistes par hectare, récoltables au bout de 5 à 6 ans.
Le dispositif général de contrôle resté inopérant sur le maintien des palmistes sauvages s'avère alors de plus en plus lourd à gérer et inadapté à l'encadrement d'une filière devenue spécifiquement agricole. La création d'associations de producteurs capables de prendre en charge directement la certification des récoltes est encouragée, mais l'abandon du système de poinçonnage forestier est également envisagé au profit d'un contrôle direct renforcé des milieux naturels.

## Gastronomie
Dans la cuisine réunionnaise, le gratin de palmiste est un plat très apprécié. On le mange effilé en salade avec une légère vinaigrette pour ne pas masquer son goût très léger ou dans une préparation en gratin dans laquelle les choux palmistes, coupés en lamelles, sont cuits dans de l'eau salée (avec de la muscade), puis recouverts de sauce béchamel et de fromage qui lui donnent son côté gratiné.